# 鈴木万由香
鈴木 万由香（すずき まゆこ、1966年8月30日 - ）は、日本のナレーター、ラジオDJ。神奈川県鎌倉市出身。本名は鈴木万由子。

## 来歴・人物
明治生まれの祖父母の影響から和装中心の家庭で育った一方、幼稚園のころから横浜のインターナショナルスクールに通う。その頃から日本の国内外の文化に触れ、中学時代にはロックと出会い、音楽好きとなる。
1989年10月より、bayfmの開局に伴い、鈴木万由香（すずきまゆこ）の芸名で活動開始。その後同局のほかNHK-FM、TOKYO FM、ハマラジ→FMヨコハマ、FM-FUJI、NACK5などといった各FM局の番組のパーソナリティを務める。
宮本浩次をゲストに迎えたラジオ番組で宮本に対して「食べ難い。喧嘩売られてます？」と不用意な発言をしたことから、宮本と共に謝罪文を掲載する展開まで追い込まれた。
2002年には京都きものコンサルタント協会一級師範及び国際ライセンスを取得。パーソナリティ活動のほかに着付け講師、着物に関するカウンセリング&スタイリング・アドバイザーとしても活動。2006年には着物新ブランド、The New Kimono-Knitwear『amamfwawa』の立ち上げにも参加している。
2007年8月1日より　森野ブナに改名。同年11月1日より、守乃ブナに改名。改名した後も一部のラジオ番組では継続して鈴木万由香名義で出演していた。
2008年3月までは東京俳優生活協同組合に所属していたが、2008年4月1日よりアクロス エンタテインメントに移籍。
2009年4月1日より、ラジオ経歴20周年と節目を迎えたことにより、再度、鈴木万由香にて活動している。「ラジオを通して音楽の喜びを知って欲しい」と活動中。

## 主な活動

### ナレーション
- FILM FACTORY（テレビ東京、毎週水曜22：54 - 23：00）
- 榎さんのすももくらぶ（テレビ東京、毎週金曜6：00 - 6：30）
- 鈴木万由香のコスモポップス（テレビ東京、毎週土曜24：54 - 24：58）
- ポップスセレクション（テレビ東京、毎週金曜22：54 - 23：00）
- 買王（バイキング）（テレビ朝日毎週月曜28：10 - 28：40、TOKYO MX 金曜25：00 - 25：30、tvk 土曜26：30 - 27：00）
- Go! Go! Eigo!（BSフジ）

過去
- クイズ・あの日その時（NHK総合）
- レッツ!（日本テレビ系）
- シネマ通信（テレビ東京）

### テレビ出演
過去
- スタジオパークからこんにちは（NHK総合）リポーター

### ラジオ番組
- Vintage Music（JFN系 毎週土曜日24：55 - 25：00）
- スターフライヤー機内オーディオ番組（1 - 5ch、7ch）

#### 過去
TOKYO FM
- コスモ ポップス ベスト10
- TOYOTA SOUND IN MY LIFE
- MUSIC APARTMENT
- フライデー・ヒットマジック
- STEPPIN'NEW
- Beautiful Hit Magic
- 映画公開特別番組『I'm Not There』（2008年4月19日、20:00-20:30） ※守乃ブナ時代、ディレクターの強い希望で鈴木万由香として出演
- 日清製粉グループTastes of Love（2007年4月～9月、fm osakaとFM AICHIへもネット）
- TOSHIBA presents GIFT FROM THE WORLD～Another National Geographic Moment（月～金曜日20：55 - 21：00）

TOKYO FM以外
- NHK-FM：今日は一日“映画音楽”三昧（ヨーロッパ編）（2007年5月2日、13:00 - 22:45）
- NHK-FM：ミュージックプラザ（2005年3月～2016年3月、水曜日16：00 - 17：20）- 一時期「守乃ブナ」名義で出演
- FM Yokohama84.7：HOT PRESS
- bayfm：BAY FACTORY ほか
- NACK5：THE BRINK（1997年4月～1998年3月、火曜日22:00 - 24:00）
- FM-FUJI：J's Presure μ（1996年4月～1998年3月、土曜日18:00 - 20:40）
- JFN系：ヒルサイド・アヴェニュー（2000年4月～2001年3月、水曜日13:30 - 15:55）
- OTTAVA：OTTAVA foresta（2011年12月4日～2012年11月25日、日曜日14:00 - 16:00）プレゼンター
- TBSラジオ：オトナのためのリクエストプログラム〜オト☆リク（2012年10月6日 - 2014年9月28日）

ほか

### 朗読
- ラジオドラマ風　のら猫クロッチ物語『家もなく 身寄りもないが 明日がある』（2016年）[2]
- ラジオドラマ風　のら猫クロッチ物語『友送り』『真っ黒っ毛対決』（2020年）